# スライディング・ドア
『スライディング・ドア』（Sliding Doors）は、1998年制作のイギリス・アメリカ合衆国の映画。地下鉄のドアが閉まった場合と閉まらなかった場合とでヘレン（グィネス・パルトロー）の運命や恋の行方がどう変わるかが並行して進んでいく異色のラブ・ストーリー。監督・脚本は、『父の祈りを』に俳優として出演しているピーター・ハウイットで、初の長編作品。1997年サンダンス映画祭のオープニング作品。

## ストーリー
広告代理店勤務のヘレン（グウィネス・パルトロー）は作家志望のジェリー（ジョン・リンチ）と同棲中。ミーティングに遅刻したところ、クビになってしまう。最悪の気分で地下鉄に向かい、電車に乗る寸前にドアがしまる（第1のストーリー）。もし、この電車に間に合っていたら?（第2のストーリー）
この後は、ヘレンの人生が2つの運命にわかれて展開していく。
乗った場合：隣に座ったジェームズ（ジョン・ハナー）に話しかけられ、慰めてもらうが、帰宅するとジェリーが元恋人のリディア（ジーン・トリプルホーン）とベッドの中。ヘレンは家を飛び出し…
乗れなかった場合：帰宅すると浮気のあとを隠すジェリーに出迎えられる。失職したヘレンはウェイトレスとして働き始めるが、やがてジェリーの浮気に気付き…

## キャスト
| 役名         | 俳優                   | 日本語吹替 |
| ------------ | ---------------------- | ---------- |
| ヘレン       | グウィネス・パルトロー | 渡辺美佐   |
| ジェームズ   | ジョン・ハナー         | 古澤徹     |
| ジェリー     | ジョン・リンチ         | 井上倫宏   |
| リディア     | ジーン・トリプルホーン | 勝生真沙子 |
| アンナ       | ザーラ・ターナー       | 沢海陽子   |
| ラッセル     | ダグラス・マクフェラン | 稲葉実     |
| クライブ     | ポール・ブライトウェル | 伊藤栄次   |
| クローディア | ニナ・ヤング           | 速見圭     |